# Joaquín Correa
Carlos Joaquín Correa, född 13 augusti 1994, är en argentinsk fotbollsspelare som spelar för Inter.

## Klubbkarriär
Den 1 augusti 2018 värvades Correa av Lazio, där han skrev på ett femårskontrakt. Den 10 oktober 2019 förlängde Correa sitt kontrakt fram till 2024.
Den 26 augusti 2021 lånades Correa ut till Inter på ett säsongslån. Låneavtalet innehöll en obligatorisk köpoption och övergick i ett treårskontrakt när låneavtalet löpte ut. Correa debuterade följande dag i en 3–1-vinst över Hellas Verona, där han kom in som avbytare och gjorde två mål.
Den 25 augusti 2023 lånades Correa ut till Marseille på ett säsongslån.

## Landslagskarriär
Correa debuterade för Argentinas landslag den 9 juni 2017 i en 1–0-vinst över Brasilien, där han blev inbytt i halvlek mot Gonzalo Higuaín.